# Лейден (Нью-Йорк)
Лейден (англ. Leyden) — місто (англ. town) в США, в окрузі Льюїс штату Нью-Йорк. Населення — 1572 особи (2020).

## Демографія
Згідно з переписом 2010 року, у місті мешкало 1785 осіб у 707 домогосподарствах у складі 474 родин. Було 816 помешкань
Расовий склад населення:
| - 98,9 % — білих - 0,4 % — чорних або афроамериканців |

До двох чи більше рас належало 0,5 %. Частка іспаномовних становила 0,7 % від усіх жителів.
За віковим діапазоном населення розподілялося таким чином: 24,9 % — особи молодші 18 років, 61,5 % — особи у віці 18—64 років, 13,6 % — особи у віці 65 років та старші. Медіана віку мешканця становила 39,8 року. На 100 осіб жіночої статі у місті припадало 97,7 чоловіків;  на 100 жінок у віці від 18 років та старших — 102,9 чоловіків також старших 18 років.
Середній дохід на одне домашнє господарство  становив 58 977 доларів США (медіана — 46 875), а середній дохід на одну сім'ю — 69 503 долари (медіана — 59 444). Медіана доходів становила 48 167 доларів для чоловіків та 33 333 долари для жінок. За межею бідності перебувало 13,5 % осіб, у тому числі 18,4 % дітей у віці до 18 років та 7,3 % осіб у віці 65 років та старших.
Цивільне працевлаштоване населення становило 797 осіб. Основні галузі зайнятості: освіта, охорона здоров'я та соціальна допомога — 20,7 %, виробництво — 14,4 %, роздрібна торгівля — 13,0 %.